# Этилцеллозольв
Этилцеллозольв (2-этоксиэтанол, C2H5OC2H4OН) — моноэтиловый эфир этиленгликоля, бесцветная, прозрачная, горючая жидкость со спиртовым запахом. Хорошо растворим в воде. Относится к III классу опасности.

## Свойства
Растворим в воде, спиртах, гликолях, диэтиловом эфире, ацетоне, хлороформе и других органических растворителях, растворяет нитраты и ацетаты целлюлозы.

## Получение
Этилцеллозольв получают по реакции этилового спирта с этиленоксидом при температуре 150—200 °C и давлении 2-4МПа в присутствии катализаторов (кислоты, щелочи, либо цеолиты, алюмосиликаты, силикагели):
CH3CH2OH + (CH2CH2)O --> CH3CH2OCH2CH2OH

## Применение
Используется в качестве растворителя многих лакокрасочных материалов на самой разнообразной химической основе. Такое широкое распространение этилцеллозольв получил благодаря своей исключительной растворяющей способности, так как с ним смешиваются практически все известные растворители даже при комнатной температуре и в то же время он растворяется в воде. Этилцеллозольв также используют в качестве растворителя в чистящих целях (для снятия нагаров, старой краски и т. п.), в печатном деле, в качестве антифриза в авиационном топливе с целью предотвращения замерзания содержащейся в нём воды, основной компонент противоводокристаллизационных жидкостей («жидкость И» и «жидкость И-М»), в качестве азеотропной добавки для разделения различных углеводородов и спиртов.
Выпускаемый этилцеллозольв регламентируется стандартом ГОСТ 8313-88.

## Заменители
Эфиры других гликолей с близкой молекулярной массой имеют схожие физические и химические свойства. К ним относятся бутилцеллозольв, этилкарбитол, пропилцеллозольв, метилцеллозольв и т. п.